# Ficus trigona
Ficus trigona là một loài thực vật có hoa trong họ Moraceae. Loài này được L.f. mô tả khoa học đầu tiên năm 1782.